# Cerro Chico, Oaxaca
Cerro Chico är en ort i Mexiko.   Den ligger i kommunen San Francisco Ixhuatán och delstaten Oaxaca, i den sydöstra delen av landet, 600 km sydost om huvudstaden Mexico City. Cerro Chico ligger 9 meter över havet och antalet invånare är 361.
Terrängen runt Cerro Chico är mycket platt. Havet är nära Cerro Chico västerut. Runt Cerro Chico är det ganska glesbefolkat, med 24 invånare per kvadratkilometer. Närmaste större samhälle är San Francisco Ixhuatan, 8,6 km nordost om Cerro Chico. Omgivningarna runt Cerro Chico är en mosaik av jordbruksmark och naturlig växtlighet.